# 探險者10號
探險者10號（Explorer 10）是一顆美國太空總署的衛星，用於研究地球磁場和附近的等離子體。探險者10號於1961年3月25日發射，是探索者計畫的早期任務，也是第一顆測量太陽耀斑產生的「衝擊波」的衛星。